# Championnat de Bolivie de football 2024
Navigation
Saison précédente Saison suivante
Le Championnat de Bolivie 2024 est la cinquante-et-unième édition du championnat de première division en Bolivie.

## Changement de format
Le 10 janvier 2024, la fédération bolivienne de football annonce un changement de format pour la saison 2024 de la División Profesional qui se dispute avec 16 équipes.
Le championnat comprend un tournoi d'ouverture dont le vainqueur est qualifié pour la Copa Libertadores 2025 et la finale nationale, le finaliste est qualifié pour la Copa Sudamericana 2025.
Le deuxième tournoi se dispute sous forme d'un championnat avec matchs aller et retour, le premier affronte le vainqueur du tournoi d'ouverture dans une finale pour désigner le champion de Bolivie.
Le champion de Bolivie obtient une place en Copa Libertadores 2025. 
Les points obtenus dans les deux tournois génèrent un classement cumulé qui distribue les places aux compétitions continentales.
Le dernier du classement cumulé est relégué en deuxième division, l'avant-dernier dispute un barrage de maintien contre le vice-champion de la deuxième division.

## Les clubs participants
- Nacional Potosi
- Club Deportivo Guabirá
- Oriente Petrolero
- Club Bolívar
- Club Blooming
- Club Always Ready
- The Strongest La Paz
- CD Jorge Wilstermann
- Club Aurora
- Royal Pari FC
- Real Santa Cruz
- Club Independiente Petrolero
- Real Tomayapo
- Fútbol Club Universitario
- Club Gualberto Villarroel  - Promu de D2
- CD San Antonio Bulo Bulo - Promu de D2

## Compétition
Le barème utilisé pour établir le classement est le suivant :
- Victoire : 3 points
- Match nul : 1 point
- Défaite : 0 point

### Tournoi d'ouverture
Le tournoi d'ouverture reprend le format de la Coupe de la division professionnelle bolivienne de football 2023, de ce fait l'édition 2024 est annulée. Les équipes sont réparties dans quatre groupes de quatre et se rencontrent deux fois. Les deux premiers de chaque groupe sont qualifiés pour le tournoi à élimination directe où les matchs se disputent en aller et retour.

#### Groupe A
| Rang | Équipe                   | Pts | J | G | N | P | Bp | Bc | Diff |
| ---- | ------------------------ | --- | - | - | - | - | -- | -- | ---- |
| 1    | The Strongest            | 16  | 8 | 5 | 1 | 2 | 17 | 15 | +2   |
| 2    | CD San Antonio Bulo Bulo | 14  | 8 | 4 | 2 | 2 | 15 | 7  | +8   |
| 3    | Real Tomayapo            | 11  | 8 | 3 | 2 | 3 | 10 | 12 | -2   |
| 4    | Real Santa Cruz          | 4   | 8 | 1 | 1 | 6 | 8  | 17 | -9   |

|  | Qualification pour la série éliminatoire |

#### Groupe B
| Rang | Équipe          | Pts | J | G | N | P | Bp | Bc | Diff |
| ---- | --------------- | --- | - | - | - | - | -- | -- | ---- |
| 1    | Club Aurora     | 14  | 8 | 4 | 2 | 2 | 14 | 7  | +7   |
| 2    | Nacional Potosí | 14  | 8 | 4 | 2 | 2 | 13 | 11 | +2   |
| 3    | Club Blooming   | 14  | 8 | 4 | 2 | 2 | 12 | 12 | 0    |
| 4    | Royal Pari FC   | 8   | 8 | 2 | 2 | 4 | 7  | 10 | -3   |

|  | Qualification pour la série éliminatoire |

#### Groupe C
| Rang | Équipe                       | Pts | J | G | N | P | Bp | Bc | Diff |
| ---- | ---------------------------- | --- | - | - | - | - | -- | -- | ---- |
| 1    | Club Universitario           | 14  | 8 | 4 | 2 | 2 | 8  | 7  | +1   |
| 2    | Club Independiente Petrolero | 11  | 8 | 3 | 2 | 3 | 10 | 11 | -1   |
| 3    | Club Deportivo Guabirá       | 10  | 8 | 3 | 1 | 4 | 12 | 11 | +1   |
| 4    | Club Always Ready            | 6   | 8 | 1 | 3 | 4 | 6  | 10 | -4   |

|  | Qualification pour la série éliminatoire |

#### Groupe D
| Rang | Équipe                    | Pts | J | G | N | P | Bp | Bc | Diff |
| ---- | ------------------------- | --- | - | - | - | - | -- | -- | ---- |
| 1    | Club Bolívar              | 16  | 8 | 5 | 1 | 2 | 19 | 13 | +6   |
| 2    | Club Gualberto Villarroel | 11  | 8 | 3 | 2 | 3 | 12 | 14 | -2   |
| 3    | Oriente Petrolero         | 10  | 8 | 3 | 1 | 4 | 9  | 13 | -4   |
| 4    | CD Jorge Wilstermann      | 5   | 8 | 1 | 2 | 5 | 12 | 14 | -2   |

|  | Qualification pour la série éliminatoire |

#### Séries éliminatoires
|  | Quarts de finale             | Quarts de finale             | Quarts de finale         | Quarts de finale         |                              |                              | Demi-finales | Demi-finales | Demi-finales | Demi-finales |  |  | Finale          | Finale | Finale | Finale |
|  |                              |                              |                          |                          |                              |                              |              |              |              |              |  |  |                 |        |        |        |
|  |                              |                              |                          |                          |                              |                              |              |              |              |              |  |  | 1 et 5 mai 2024 |        |        |        |
|  |                              |                              |                          |                          |                              |                              |              |              |              |              |  |  |                 |        |        |        |
|  | Club Gualberto Villarroel    | Club Gualberto Villarroel    | 0                        | 1                        |                              |                              |              |              |              |              |  |  |                 |        |        |        |
|  | Club Gualberto Villarroel    | Club Gualberto Villarroel    | 0                        | 1                        |                              |                              |              |              |              |              |  |  |                 |        |        |        |
|  | The Strongest                | The Strongest                | 2                        | 2                        |                              |                              |              |              |              |              |  |  |                 |        |        |        |
|  | The Strongest                | The Strongest                | 2                        | 2                        | The Strongest                | The Strongest                | 1            | 1(8)         |              |              |  |  |                 |        |        |        |
|  |                              |                              |                          |                          | The Strongest                | The Strongest                | 1            | 1(8)         |              |              |  |  |                 |        |        |        |
|  |                              |                              | Club Universitario       | Club Universitario       | 0                            | 2(9)                         |              |              |              |              |  |  |                 |        |        |        |
|  | Nacional Potosí              | Nacional Potosí              | Club Universitario       | Club Universitario       | 0                            | 2(9)                         | 0            | 1            |              |              |  |  |                 |        |        |        |
|  | Nacional Potosí              | Nacional Potosí              |                          |                          |                              |                              |              | 1            |              |              |  |  |                 |        |        |        |
|  | Club Universitario           | Club Universitario           | 1                        | 3                        |                              |                              |              |              |              |              |  |  |                 |        |        |        |
|  | Club Universitario           | Club Universitario           | 1                        | 3                        | Club Universitario           | Club Universitario           | 1            | 1            |              |              |  |  |                 |        |        |        |
|  |                              |                              |                          |                          | Club Universitario           | Club Universitario           | 1            | 1            |              |              |  |  |                 |        |        |        |
|  |                              |                              | CD San Antonio Bulo Bulo | CD San Antonio Bulo Bulo | 2                            | 1                            |              |              |              |              |  |  |                 |        |        |        |
|  | Club Independiente Petrolero | Club Independiente Petrolero | CD San Antonio Bulo Bulo | CD San Antonio Bulo Bulo | 2                            | 1                            | 0            | 3(5)         |              |              |  |  |                 |        |        |        |
|  | Club Independiente Petrolero | Club Independiente Petrolero |                          |                          |                              |                              |              |              |              |              |  |  |                 |        |        |        |
|  | Club Aurora                  | Club Aurora                  | 1                        | 2(4)                     |                              |                              |              |              |              |              |  |  |                 |        |        |        |
|  | Club Aurora                  | Club Aurora                  | 1                        | 2(4)                     | Club Independiente Petrolero | Club Independiente Petrolero | 1            | 3            |              |              |  |  |                 |        |        |        |
|  |                              |                              |                          |                          | Club Independiente Petrolero | Club Independiente Petrolero | 1            | 3            |              |              |  |  |                 |        |        |        |
|  |                              |                              | CD San Antonio Bulo Bulo | CD San Antonio Bulo Bulo | 6                            | 1                            |              |              |              |              |  |  |                 |        |        |        |
|  | CD San Antonio Bulo Bulo     | CD San Antonio Bulo Bulo     | CD San Antonio Bulo Bulo | CD San Antonio Bulo Bulo | 6                            | 1                            | 1            | 1            |              |              |  |  |                 |        |        |        |
|  | CD San Antonio Bulo Bulo     | CD San Antonio Bulo Bulo     |                          |                          |                              |                              |              | 1            |              |              |  |  |                 |        |        |        |
|  | Club Bolívar                 | Club Bolívar                 | 0                        | 1                        |                              |                              |              |              |              |              |  |  |                 |        |        |        |
|  | Club Bolívar                 | Club Bolívar                 | 0                        | 1                        |                              |                              |              |              |              |              |  |  |                 |        |        |        |
|  |                              |                              |                          |                          |                              |                              |              |              |              |              |  |  |                 |        |        |        |

- () score des tirs au but

Le promu CD San Antonio Bulo Bulo remporte le tournoi d'ouverture et se qualifie pour la finale nationale contre le vainqueur du tournoi de clôture, le club est assuré de disputer la Copa Libertadores 2025.

### Tournoi de clôture
Lors du tournoi de clôture les équipes se rencontrent deux fois, une fois à domicile et une fois à l'extérieur. Le premier se qualifie pour la finale nationale et est qualifié pour la Copa Libertadores 2025.
| Rang | Équipe                       | Pts | J  | G  | N  | P  | Bp | Bc | Diff |
| ---- | ---------------------------- | --- | -- | -- | -- | -- | -- | -- | ---- |
| 1    | Club Bolívar                 | 67  | 30 | 20 | 7  | 3  | 76 | 25 | +51  |
| 2    | The Strongest T              | 60  | 30 | 18 | 6  | 6  | 62 | 34 | +28  |
| 3    | Club Gualberto VillarroelP   | 48  | 30 | 14 | 6  | 10 | 62 | 40 | +22  |
| 4    | Club Aurora                  | 48  | 30 | 12 | 12 | 6  | 49 | 40 | +9   |
| 5    | Club Always Ready            | 46  | 30 | 13 | 7  | 10 | 48 | 37 | +11  |
| 6    | Nacional Potosí              | 46  | 30 | 13 | 7  | 10 | 52 | 47 | +5   |
| 7    | Club Blooming                | 45  | 30 | 13 | 6  | 11 | 36 | 43 | -7   |
| 8    | CD Jorge Wilstermann         | 44  | 30 | 11 | 11 | 8  | 35 | 30 | +5   |
| 9    | Real Tomayapo                | 43  | 30 | 13 | 4  | 13 | 41 | 41 | 0    |
| 10   | Club Independiente Petrolero | 36  | 30 | 9  | 9  | 12 | 48 | 58 | -10  |
| 11   | Oriente Petrolero            | 35  | 30 | 10 | 5  | 15 | 44 | 58 | -14  |
| 12   | Club Universitario           | 34  | 30 | 9  | 7  | 14 | 36 | 47 | -11  |
| 13   | CD San Antonio Bulo BuloP    | 31  | 30 | 8  | 7  | 15 | 40 | 58 | -18  |
| 14   | Club Deportivo Guabirá       | 30  | 30 | 8  | 6  | 16 | 36 | 53 | -17  |
| 15   | Royal Pari FC                | 29  | 30 | 7  | 8  | 15 | 30 | 46 | -16  |
| 16   | Real Santa Cruz              | 22  | 30 | 6  | 4  | 20 | 30 | 68 | -38  |

|  | Qualification pour la Copa Libertadores 2025 et la finale nationale |
|  | T : Tenant du titre P : Promu de D2                                 |

### Finale nationale
Le Club Bolívar remporte la finale nationale contre le promu CD San Antonio Bulo Bulo, deux à zéro, et remporte son 31e titre de champion de Bolivie.
| Finale nationale | CD San Antonio Bulo Bulo | 0 - 2 | Club Bolívar | Stade Félix-Capriles, Cochabamba |  |
| 22 décembre 2024 |                          | (0-1) |              |                                  |  |

### Classement cumulé
Le classement cumulé prend en compte les résultats des poules du tournoi d'ouverture et du championnat du tournoi de clôture.
| Rang | Équipe                       | Pts | J  | G  | N  | P  | Bp | Bc | Diff |
| ---- | ---------------------------- | --- | -- | -- | -- | -- | -- | -- | ---- |
| 1    | Club Bolívar                 | 83  | 38 | 25 | 8  | 3  | 95 | 38 | +57  |
| 2    | The Strongest T              | 76  | 38 | 23 | 7  | 8  | 79 | 49 | +30  |
| 3    | Club Aurora                  | 62  | 38 | 16 | 14 | 8  | 63 | 47 | +16  |
| 4    | Nacional Potosí              | 60  | 38 | 17 | 9  | 12 | 65 | 58 | +7   |
| 5    | Club Gualberto VillarroelP   | 59  | 38 | 17 | 8  | 13 | 48 | 55 | -7   |
| 6    | Club Blooming                | 59  | 38 | 17 | 8  | 13 | 48 | 55 | -7   |
| 7    | Real Tomayapo                | 54  | 38 | 16 | 6  | 16 | 51 | 53 | -2   |
| 8    | Club Always Ready            | 52  | 38 | 14 | 10 | 14 | 54 | 47 | +7   |
| 9    | CD Jorge Wilstermann         | 49  | 38 | 12 | 13 | 13 | 47 | 44 | +3   |
| 10   | Club Universitario           | 48  | 38 | 13 | 9  | 16 | 44 | 54 | -10  |
| 11   | Club Independiente Petrolero | 47  | 38 | 12 | 11 | 15 | 58 | 69 | -11  |
| 12   | CD San Antonio Bulo BuloP    | 45  | 38 | 12 | 9  | 17 | 55 | 65 | -10  |
| 13   | Oriente Petrolero            | 45  | 38 | 13 | 6  | 19 | 53 | 71 | -18  |
| 14   | Club Deportivo Guabirá       | 40  | 38 | 11 | 7  | 20 | 48 | 64 | -16  |
| 15   | Royal Pari FC                | 37  | 38 | 7  | 5  | 26 | 37 | 56 | -19  |
| 16   | Real Santa Cruz              | 26  | 38 | 7  | 5  | 26 | 38 | 85 | -47  |

|  | Qualification pour la Copa Libertadores 2025                         |
|  | Qualification pour le tour préliminaire de la Copa Libertadores 2025 |
|  | Qualification pour la Copa Sudamericana 2025                         |
|  | Qualification pour le barrage de relégation                          |
|  | Relégation directe                                                   |
|  | T : Tenant du titre P : Promu de D2                                  |

- Le champion de Bolivie est assuré d'une place en Copa Libertadores 2025 comme le vainqueur du tournoi d'ouverture.
- La meilleure équipe et la quatrième non qualifiées pour la Copa Libertadores du classement cumulé sont qualifiées pour la phase de qualification de la Copa Libertadores.
- Le finaliste du tournoi de clôture est assuré d'une place en Copa Sudamericana 2025.
- La deuxième meilleure équipe non qualifiée pour la Copa Libertadores du classement cumulé et les deux suivantes sont qualifiées pour la Copa Sudamericana.

### Barrages de maintien/relégation
Le Royal Pari FC rencontre le vice-champion de la Copa Simon Bolivar, le Club Deportivo Totora Real Oruro en matchs aller et retour. Au match aller l'équipe de première division gagne 4 à 0, au match retour le Real Oruro mène 3 à 0 quand à la 81e minute les joueurs de Royal Pari quittent le terrain à la suite d'une contestation arbitrale. La fédération sanctionnera le club de première division qui sera relégué en deuxième division.

## Bilan de la saison
| Championnat de Bolivie de football 2024 |                                  |
| Champion                                | Club Bolívar (31e titre)         |
| Qualifications continentales            |                                  |
| Copa Libertadores 2025                  | Club Bolívar                     |
| Copa Libertadores 2025                  | CD San Antonio Bulo Bulo         |
| Copa Libertadores 2025                  | The Strongest La Paz             |
| Copa Libertadores 2025                  | Club Blooming                    |
| Copa Sudamericana 2025                  | Nacional Potosí                  |
| Copa Sudamericana 2025                  | Club Gualberto Villarroel        |
| Copa Sudamericana 2025                  | Club Aurora                      |
| Copa Sudamericana 2025                  | Club Universitario               |
| Promotions et relégations               |                                  |
| Promus en Primera A                     | Club Deportivo Totora Real Oruro |
| Promus en Primera A                     | Club ABB                         |
| Relégués en Torneo Simon Bolívar        | Real Santa Cruz                  |
| Relégués en Torneo Simon Bolívar        | Royal Pari FC                    |